# Scoglio San Nicolò (Montenegro)
Lo scoglio San Nicolò o isolotto di San Nicolò 
(in montenegrino Sveti Nikola, in croato Sveti Nikola e Školj; in serbo oстрво Свети Никола?, ostrovo Sveti Nikola) è un'isola del Montenegro, nel mare Adriatico, situata di fronte al porto di Budua.
Sull'isola c'è una piccola chiesa dedicata a san Nicola, patrono dei marinai, ricostruita dopo il devastante terremoto del 1979.

## Geografia
Lo scoglio San Nicolò si trova a sud della baia di Budua, l'estremità settentrionale dell'isola dista circa 900 m da Budua vecchia. L'isola ha una forma allungata, la sua lunghezza è di circa di circa 1,77 km per un massimo di 420 m di larghezza; la sua altezza è di 121 m. Un banco di sabbia sommerso (plicina Tunjaj), solo mezzo metro sotto il livello del mare durante la bassa mare, collega l'isola alla spiaggia di Budua.
A 2,6 km in direzione sud-est si trova Santo Stefano.